# Émile de Lécluse-Trévoëdal
Émile Alexis François de Lécluse Trévoëdal est un homme politique et industriel français né le 27 septembre 1838 à Audierne (Finistère), où il est mort le 11 décembre 1910. 

## Biographie
Fils de Jean-Pierre de Lécluse-Trévoëdal, magistrat, et de Raymonde Le Roy, Émile de Lécluse-Trévoëdal est issu d'une ancienne famille de la bourgeoisie audiernaise, qui fut autorisée par décret du 13 novembre 1868 à relever le nom de la terre de Trévoëdal qu'elle possédait depuis le XVIIIe siècle. Il succède à son frère Amédée comme Maire d'Audierne de 1898 à 1908. Sous son mandat sont construits la gare d'Audierne ainsi que l'école publique de la ville. 
Il fonde en 1873 l'Usine du Stum d'Audierne qu'il dirige jusqu'à sa mort en 1910. Il construit par ailleurs en 1877 à Audierne le château de Keristum qui restera dans la famille de Lécluse jusqu'en 1955.  
Grand chasseur, Emile de Lécluse-Trévoëdal est à la tête de l'équipage de Keristum qu'il fonde avec son frère Amédée,.

## Famille
Émile de Lécluse-Trévoëdal épouse en 1873 Maria van der Gracht d'Eeghem dont il a deux enfants qui suivent : 
- Jeanne de Lécluse-Trévoëdal (1874-1955[10]), mariée avec Maurice Rooman d'Ertbuer[10].
- Idesbalde de Lécluse-Trévoëdal (1880-1951[10]), directeur de l'Usine d'Iode d'Audierne, marié avec Ghislaine de Beynaguet de Pennautier, fille unique du dernier marquis de Pennautier[10]. Dont descendance parmi les familles Fatou et Vuillefroy de Silly[10].

La famille de Lécluse fit enregistrer ses armes dans l'armorial général d'Hozier et blasonne: "d'argent au chevron de sable accompagné en chef de deux dauphins de sinople et d'une pomme d'une pin de même en pointe",. 